# Sprawcy nieznani
Sprawcy nieznani (wł. I soliti ignoti) – włoska komedia kryminalna z 1958 roku w reżyserii Mario Monicellego.
W 1958 film stał się oficjalnym włoskim kandydatem do rywalizacji o 31. rozdanie Oscara w kategorii filmu nieanglojęzycznego i ostatecznie zdobył nominację.

## Obsada
- Vittorio Gassman: Giuseppe Marchetti
- Marcello Mastroianni: Tiberio Braschi
- Renato Salvatori: Mario Angeletti
- Totò: Dante Cruciani
- Claudia Cardinale: Carmelina Nicosia
- Tiberio Murgia: Michele Nicosia
- Memmo Carotenuto: Cosimo Proietti
- Carlo Pisacane: Pierluigi Capannelle
- Carla Gravina: Nicoletta

## Produkcja
Zdjęcia kręcono w Rzymie.